# Русе косе цуро имаш
Русе косе цуро имаш је српска лирска народна песма.
Мелодија ове песме са различитим текстом се може наћи у мелосу готово свих балканских народа, Срба, Бошњака, Турака, Албанаца, Грка и Бугара, а код неких је чак има и у неколико верзија.
Извесно је да је мелодија персијског или арапског порекла.
У документарном филму „Чија је ово песма“ (2003) Адела Пеева врши истраживање у више земаља где сви интервјуисани тврде да песма потиче баш из њиховог краја. Занимљиво је да је у појединим земљама ова песма попримила и националистички карактер, са промењеним текстом.